# Deraeocoris fasciolus
Deraeocoris fasciolus är en insektsart som beskrevs av Knight 1921. Deraeocoris fasciolus ingår i släktet Deraeocoris och familjen ängsskinnbaggar.

## Underarter
Arten delas in i följande underarter:
- D. f. castus
- D. f. fasciolus